# Peščenica-Žitnjak
Peščenica-Žitnjak är en stadsdel i Zagreb i Kroatien. Stadsdelen skapades år 1999 genom en sammanslagning av de tidigare kommunerna Peščenica och Žitnjak och har 56 487 invånare (2011). Peščenica-Žitnjak yta uppgår till 35,29 km2.

## Geografi
Peščenica-Žitnjak ligger i sydöstra delen av Zagreb och omfattar även det fristående samhället Ivanja Reka. Stadsdelen gränsar till Maksimir i norr, Donja Dubrava och Sesvete i nordöst, Zagrebs län i söder och sydöst, Novi Zagreb-istok i sydväst, Donji grad och Trnje i väster. Peščenica-Žitnjak ligger till största del i låglänt terräng och Peščenica i nordväst utgör stadsdelens mest befolkade och urbaniserade område. I Žitjak finns ett naturskyddsområde som täcker en yta på 131,05 hektar. I naturskyddsområdet finns dammar och ett rikt fågelliv med mer än 150 fågelarter.

## Demografi
Peščenica-Žitnjak är den stadsdel i Zagreb där det bor flest invandrare (13,01%) eller personer tillhörande någon av landets etniska minoriteter. Till stadsdelens talrikaste minoriteter hör serberna (8,7%), bosniakerna (3,1%) och romerna (2,0%).

## Byggnader, konstruktioner och anläggningar (urval)
- Almeriatornet
- Fosterlandsbron
- Saligförklarade Augustin Kazotićs kyrka
- Zagrebs moské

## Lista över lokalnämnder
I Peščenica-Žitnjak finns 16 lokalnämnder (mjesni odbori) som var och en styr över ett mindre område:
- Borongaj-Lugovi
- Bruno Bušić
- Donje Svetice
- Ferenščica
- Folnegovićevo naselje
- Oton Župančić
- Ivanja Reka
- Kozari Bok
- Kozari Putevi
- Peščenica
- Petruševec
- Resnik
- Savica Šanci
- Volovčica
- Vukomerec
- Žitjak

### Fotnoter
1. 1 2  Zagreb.hr – Zagrebs officiella webbplats (kroatiska)
2. 1 2  Kroatiska statistiska centralbyrån, folkräkningen 2011 Arkiverad 28 mars 2015 hämtat från the Wayback Machine. Läst 11 september 2015. (kroatiska)
3. ↑  Zagreb.hr Arkiverad 1 mars 2014 hämtat från the Wayback Machine. – Zagrebs officiella webbplats (kroatiska)
4. ↑  Kroatiska statistiska centralbyrån, folkräkningen 2011 Arkiverad 15 november 2013 hämtat från the Wayback Machine. Läst 11 september 2015. (engelska)
5. ↑  Zagreb.hr – Zagrebs officiella webbplats (kroatiska)